# Косенко, Юрий Хрисанфович
Юрий Хрисанфович Косенко (1922—1944) — советский лётчик пикирующих бомбардировщиков авиации ВМФ СССР в годы Великой Отечественной войны, Герой Советского Союза (31.05.1944). Гвардии старший лейтенант (7.04.1944).

## Биография
Родился в 1922 году в посёлке Чистяково в семье рабочего. Украинец.
Позднее семья переехала в город Шахты Ростовской области. Там Косенко окончил среднюю школу № 1. Учился в Шахтинском аэроклубе.
В Военно-Морском Флоте — с декабря 1940 года. Окончил Военно-морское авиационное училище имени И. В. Сталина в 1942 году. В боях Великой Отечественной войне с ноября 1942 года. В сентябре 1942 года был в звании сержанта зачислен пилотом в 73-й пикирующий бомбардировочный авиационный полк ВВС Краснознамённого Балтийского флота, вооружённом пикирующими бомбардировщиками «Пе-2». Воевал в эскадрилье, которой с мая 1943 года командовал прославленный лётчик дважды Герой Советского Союза В. И. Раков. За мужество и героизм, проявленные личным составом при снятии блокады Ленинграда, 73-й пикировочно-бомбардировочный авиаполк военно-воздушных сил Краснознамённого Балтийского флота 22 января 1944 года был преобразован в 12-й гвардейский. Участвовал в битве за Ленинград, в атаках портовых сооружений и военно-морских баз Финляндии и на территории оккупированной Эстонской ССР. В августе 1943 года Юрия Косенко повысили в должности до командира звена. Член ВКП(б) с 1943 года. О подвигах Юрия Косенко много рассказал в своих мемуарах его сослуживец А. Ф. Калиниченко.
Командир звена первой эскадрильи 12-го гвардейского пикирующего бомбардировочного авиационного полка (8-я минно-торпедная авиационная дивизия, ВВС Балтийского флота) гвардии лейтенант Юрий Косенко к началу марта 1944 года выполнил 76 боевых вылетов, в том числе 70 с нанесением ударов с пикирования. Потопил лично и в группе до 10 плавсредств противника, разрушил 2 моста, уничтожил 2 артиллерийских батареи, 8 дзотов и блиндажей, 3 танка, 5 складов боеприпасов, 12 автомашин, до 320 вражеских солдат и офицеров. Тогда же был представлен к присвоению звания Героя Советского Союза.
В феврале 1944 года Косенко стал заместителем командира эскадрильи. Заместитель командира эскадрильи гвардии старший лейтенант Ю. Х. Косенко погиб 17 мая 1944 года при нанесении бомбового удара по кораблям противника в финской военно-морской базе Хамина: его самолёт был атакован несколькими истребителями противника, после упорного неравного воздушного боя получил тяжёлые повреждения. Командир сумел приводнить самолёт, но он быстро затонул, экипаж погиб. На счету Юрия Косенко к моменту гибели было уже 94 боевых вылета на бомбардировки врага.
Указом Президиума Верховного Совета СССР от 31 мая 1944 года за «образцовое выполнение боевых заданий командования на фронте борьбы с немецкими захватчиками и проявленные при этом отвагу и геройство» гвардии лейтенанту Косенко Юрию Хрисанфовичу присвоено звание Героя Советского Союза (посмертно).
Символически захоронен в братской могиле в деревне Шепелево Ломоносовского района Ленинградской области.

## Награды
- Герой Советского Союза (31.05.1944, посмертно)
- Орден Ленина (31.05.1944, посмертно)
- Два ордена Красного Знамени (22.05.1943, 19.09.1943)
- Медаль «За оборону Ленинграда» (1943)

## Память
- В 1965 году именем Героя был назван городской Дом пионеров и школьников в городе Шахты (в настоящее время — Дом творчества), на здании установлена мемориальная доска.
- Бюст Героя установлен в Александровском парке на Аллее Героев города Шахты.